# Exellodendron barbatum
Exellodendron barbatum là một loài thực vật có hoa trong họ Cám. Loài này được (Ducke) Prance mô tả khoa học đầu tiên năm 1972.